# 卡米拉·布赖特
卡米拉·布赖特（葡萄牙語：Camila Brait，1988年10月28日—），巴西女子排球运动员，2010年世界女子排球锦标赛银牌得主、2014年世界女子排球锦标赛铜牌得主、2020年夏季奥林匹克运动会女子银牌得主。